# 自殺系サイト
自殺系サイト（じさつけいサイト）は、自殺願望者や自殺に興味を持っている人が集うネット上のウェブサイト。

## 概要
インターネットを介して見ず知らずの人が集まることから、しばしば出会い系サイトと比較されるが、利用者の多くは明確な自殺の意志を持たず、ただ漠然とした将来に対する不安から、自殺する傾向があると指摘されている。ネットで知り合った男女が、これらのサイトを介して、初対面でいきなり一緒に自殺するという事件が、日本の各地でみられ、社会問題となっている。

### サイトの傾向
これらの事件で中心的な役割を果たしているサイトは元来、自殺的願望のある個人が起こしたサイトが利用されたり、自殺防止を呼び掛ける筈の管理者が不在がちな掲示板が付いているサイトで、救いを求めてきたはずの閲覧者同士が掲示板上で意気投合するケースが指摘されている。

### 現状
自殺系サイトでは、日常から隔離されている死に関してオープンに話し合う場が形成されており、以下に詳しく述べるが、心理的に抑圧された葛藤を匿名で話し合う・適度にガス抜きする場となっている様子もうかがえる。
日本では社会問題化した結果、大きくクローズアップされる傾向にあり、警察庁では2003年より統計を取るようになっている（2003年は発生12件・死亡数34人）が、2003年と2005年を比較した場合に発生総数比で約3倍の34件・死亡91人となっている。（警察庁まとめ・2006年2月9日）
その一方で自殺をほのめかすインターネット上の掲示板への書き込みに対する通報も増加しており、従来では「悪質ないたずら」として無視される・管理者側が削除する傾向もあったが、近年ではプロバイダ責任制限法にも絡み、自殺への傾倒が疑われるような書き込みも通報されるに至っている。
2005年10月より始まった自殺予告者の情報をプロバイダやサーバー運営側が警察に開示することを求めるガイドラインを運用し始めてからは減少傾向も見られ、2005年10月～12月の3ヶ月間は前年度・同時期比で半分以下となるなど、社会制度による抑止策も一定の効果が上がっている模様である。

## 日本のネット心中問題の海外への影響
日本で2005年3月頃に問題となったネット心中問題をきっかけに、オーストラリアではネット上の自殺関連サイトの運営を禁止する法案が検討され6月24日（現地時間）に刑法改正案が議会を通過した。
自殺をあおったり、自殺方法を公開した場合に、そのサイトの管理者に対して罰金を科せられる。ただし、安楽死議論などに関するものは処罰の対象外となるという。
韓国では、江原道で練炭を使った集団自殺が相次いで発生した事件で5件のうち4件は特定のインターネット自殺サイトが関与していたことが明らかにされ、集団自殺行為を目的としていた可能性の高い自殺サイトの運営者が逮捕されている。

## 関連する事件
このような、非常に危うい現代を象徴するかのような自殺系サイトではあるが、その一方で他の事件に巻き込まれるという発端になったケースも存在する。なお自殺系サイト絡みと見られる自殺事例では、その報道件数を遥かに上回る未遂事件も暗数として存在していると見られる。
- 1998年に、死に対して何等かの憧れを持っていた個人が、請われて他人の運営する自殺に関する情報を掲載していたウェブサイト上で電子掲示板の管理者をし、これを通じて知り合った人や口コミで紹介された人に所有していた毒物を販売していた。買った人たちの内で女性が自殺、事件を知った販売者側も自殺を図るという事件も発生している。今日では服毒による自殺系サイト絡みの事件はほとんどないが、同事件が自殺系サイトの最も初期の形と言える（→ドクターキリコ事件）。

同件では、購入者らの一部は、自殺するための直接的な手段としてではなく、購入した毒物を「お守り」として常に携帯していて、一種の「自分の死を客観的に捉えるためのアイテム」として見なしていた。この部分は、自殺系サイトのカタルシス効果にもつながると考えられる。
- 2005年に発覚した「自殺サイト殺人事件」では、自殺系サイトで快楽殺人嗜好者が「いじめなどを苦に死にたがっている人を物色し、集団自殺を主催すると偽って呼び出し、リンチなど自身の嗜好に沿う形で殺害する」という犯行に及んでいた[7]。

このケースでは、自殺幇助罪や自殺関与・同意殺人罪でも犯罪行為ではあるが、それ以上に目的を偽って呼び出し、自身の欲望を満たすために方法を急遽変更して殺害、捜査攪乱のためにその誘拐自体を身代金目的であるように偽装することもあったこの事件は、計画的かつ悪質な凶行であると考えられる。第4回公判で、犯人男性自身も同じ自殺志願者仲間であると表明、死刑になることを希望し、被害者遺族も同様に死刑を望むということで死刑判決が下り控訴を取り下げ確定した。ただ犯人の行為は、殺害方法を途中で変更するという「結果の重大性を左右しかねるもの」である以上、「同じ自殺志願者仲間に対する行為」とは呼べず、この非対称性が「厳罰に値するか」という点で同裁判でも論点となった。
- 2007年には千葉県の電気工事技師が「自殺サイト」を設置、闇金融から数百万円に及ぶ借金を抱え生活費欲しさにビジネスとして運営、川崎市在住の女性から自殺幇助の依頼を受け自殺に見せかけて窒息死させて殺害したとして嘱託殺人容疑で逮捕された[14]。この男は睡眠薬など販売しており、同男性から睡眠薬入りドリンク剤を買った4名のうち1名がそれを使って自殺していた[14]。

この事件では同工員が設置したサイトを「自殺サイト」とメディア筋が報じた中、オーマイニュース筋が同サイトを確認して「自殺サイトではなく（非合法な仕事も請け負う）何でも屋サイトではないか」として、上に述べた自殺系サイトとは違う闇サイト（復讐・殺人なども請け負うとした違法サイト）の一種だとしている。2006年頃から闇サイトも社会問題化しており、同事件の発覚直後からインターネット上の違法コンテンツ規制論も活性化している。